# Hafen Dünkirchen
Der Hafen Dünkirchen (französisch Grand port maritime de Dunkerque) ist ein französischer Nordseehafen wenige Kilometer westlich der flandrischen Stadt Dunkerque. Von hier wie von Calais verkehren Fähren der DFDS zum Hafen von Dover. Der Hafen ist Frankreichs drittwichtigster Hafen und hatte 2016 einen Umschlag von 20 Millionen Tonnen.

## Geschichte
Der Hafen diente zunächst im 11. Jahrhundert der Heringsfischerei; im 17. Jahrhunderten agierte hier der Pirat Jean Bart. 1848 wurde der Hafen an die Eisenbahn angeschlossen.
Der Hafen spielte eine besondere Rolle im Zweiten Weltkrieg: 1940 gelang es den Alliierten, in der Schlacht von Dünkirchen über 300.000 britische Soldaten nach England zu evakuieren, bevor die Wehrmacht Stadt und Hafen erreichte.

## Gegenwart

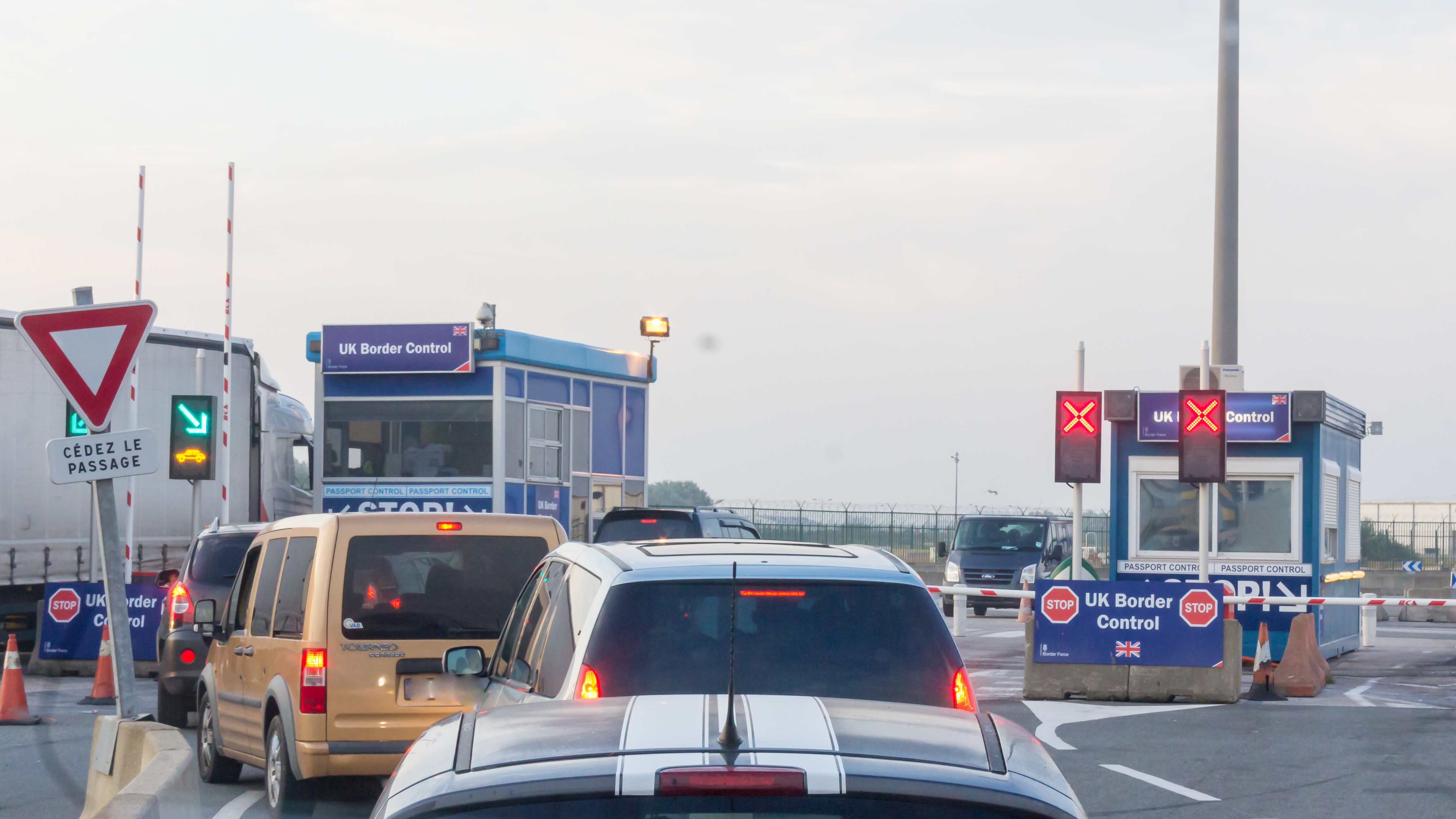
Grenzkontrolle des Vereinigten Königreichs im Fährhafen von Dünkirchen

Der Hafen ist Frankreichs führender Umschlagplatz für den Import von Eisenerz, Kohle, Kupfer und Früchten. Er besitzt zwei Einfahrtbereiche. Sein östlicher Teil erlaubt 14,2 m Tiefgang und ist als Dockhafen ausgeführt, also gezeitenunabhängig nutzbar. Im neueren westlichen Teil können Schiffe bis 22 m Tiefgang anlegen, dort befindet sich auch das Fährterminal. Insgesamt erstreckt sich das Hafengelände über 17 Kilometer Nordseeküste und eine Fläche von 7000 Hektar in zehn Gemeinden. Westlich des Hafens befindet sich das Kernkraftwerk Gravelines. Im Hafenmuseum wird die Geschichte des Hafens dargestellt.
Seit Anfang 2021 betreibt die Reederei DFDS eine Frachtfährverbindung von Dünkirchen nach Rosslare in Irland als Alternative zur zwar kürzeren, aber vom Brexit betroffenen Transitroute durch das Vereinigte Königreich. Seit Mitte 2022 befördert diese Fähre auch Touristen.